# Straßenbrücke Dieburger Straße
Die Straßenbrücke Dieburger Straße ist eine Straßenbrücke über die Odenwaldbahn in Darmstadt-Nord.

## Konstruktion und Geschichte
Die Brücke war ursprünglich eine gepflasterte Betonbrücke mit drei Kappengewölben über die hier seit dem Jahr 1871 im Geländeeinschnitt geführte Odenwaldbahn.
Die dekorativen Sandsteinpfeiler und die ursprünglichen Eisengitter des Geländers sind erhalten geblieben.
Das Bauwerk, eine Segmentbogenbrücke aus Beton mit zwei Öffnungen, wurde wahrscheinlich vor dem Jahr 1910 noch für die alte Trassenführung entlang der Ringstraße gebaut, hier ist das Gewölbe erhalten geblieben. Sie war aber schon für die im Jahre 1910 in Zusammenhang mit der Projektierung der neuen Bahnhöfe erfolgte Abknickung der Eisenbahntrasse nach Norden eingerichtet. 

## Denkmalschutz
Die Straßenbrücke Dieburger Straße ist eine wichtige historische Wegeverbindung zwischen Darmstadt und Dieburg. Die Straßenbrücke wurde als typisches Beispiel für die Technik der 1900er-Jahre in Darmstadt unter Denkmalschutz gestellt.